# 疎集合
数学の分野における、位相空間内の疎集合（そしゅうごう、英語: nowhere dense set）とは、閉包の内部が空であるような集合のことである。この言葉の順番が大事で、例えば、R の部分集合としての、有理数からなる集合は、その「内部の閉包が空である」という性質を持つが、疎集合ではなく、実際 R において稠密である。
集合を扱う空間が問題となる。すなわち、ある集合 A はある位相空間 X の部分空間として考えられた場合には疎集合であるが、別の位相空間 Y の部分空間として考えられた場合にはそうはならない、ということが起こりうる。疎集合は、それ自身においては常に稠密である。
疎集合のすべての部分集合はまた疎集合であり、有限個の疎集合の合併もまた疎集合である。すなわち、疎集合は集合のイデアル（無視可能な集合に関する適正な概念）を形成する。可算個の疎集合の合併は、しかし、必ずしも疎集合ではない（したがって、疎集合は必ずしもσ-イデアルを形成しない）。そのような合併はやせた集合あるいは第1類集合と呼ばれる。この概念は、ベールの範疇定理を考える上で重要である。

## 開と閉
- 疎集合は必ずしも閉ではない（例えば、集合 {\displaystyle \left\{1,{\frac {1}{2}},{\frac {1}{3}},\dots \right\}} は実数空間において疎集合である）。しかし、疎集合はある閉疎集合、すなわちその閉包（上の例に 0 を加えたもの）に含まれる。実際、ある集合が疎集合であることと、その閉包が疎集合であることは必要十分である。
- 閉疎集合の補集合は稠密な開集合であり、したがって、疎集合の補集合は稠密な内部を持つ集合である。
- 開集合の境界は、閉疎集合である。
- すべての閉疎集合は、ある開集合の境界である。

## 正測度を持つ疎集合
疎集合はあらゆる意味において無視可能（negligible）である必要はない。例えば、X を単位区間 [0,1] としたとき、それはルベーグ測度がゼロの稠密集合（有理数の集合など）を含むだけでなく、正測度を持つ疎集合をも含む。
（カントール集合の変形であるような）一例として、[0,1] からすべての二進分数（既約分数として a/2n の形を持つような分数。ただし a と n は正の整数）とその周りの区間 (a/2n − 1/22n+1, a/2n + 1/22n+1) を除いたような集合を考える。各 n に対し、多くとも合計 1/2n+1 の区間を除いているため、結局そのような区間を除かれた後に残った疎集合は少なくとも 1/2 の測度（実際は重なる部分の関係で 0.535... を少し超えた値）を持ち、そのため、ある意味で全体の空間 [0,1] の大部分を占めていることが分かる。この集合が疎であることは、それが閉であり空であるような内部を持つことから分かる。任意の区間 (a, b) はその集合には含まれない。なぜならば (a, b) に含まれる二進分数は取り除かれているからである。
この方法を一般化することで、 1 未満の任意の値に対して、その値と等しい測度を持つような単位区間内の疎集合を構成することができる。ただし、測度をちょうど 1 にすることはできない(できたとすると、その集合の閉包の補集合は測度 0 の開集合となるが、これは不可能である)。
他のより単純な例として、有限のルベーグ測度をもつ{\displaystyle \mathbb {R} }の稠密開集合{\displaystyle U}が与えられたとき、{\displaystyle \mathbb {R} \setminus U}が必ず非有限ルベーグ測度をもつ{\displaystyle \mathbb {R} }の閉部分集合となり、{\displaystyle \mathbb {R} \setminus U}はまた{\displaystyle \mathbb {R} }で疎集合となることが挙げられる。（なぜならば、{\displaystyle \mathbb {R} \setminus U}の内部は空だから。）この有限測度を持つ稠密開集合{\displaystyle U}は、有理数全体{\displaystyle \mathbb {Q} }がルベーグ測度０であることを証明するときによく構成される。
次のようにしても疎集合を得られる。全単射写像{\displaystyle f:\mathbb {N} \to \mathbb {Q} }（実際は{\displaystyle f}は全射写像で十分である。）を選び、適当な{\displaystyle r>0}に対して{\displaystyle U_{r}~:=~\bigcup _{n\in \mathbb {N} }\left(f(n)-r/2^{n},f(n)+r/2^{n}\right)~=~\bigcup _{n\in \mathbb {N} }f(n)+\left(-r/2^{n},r/2^{n}\right)}とする。(ここに、最後の式に用いられた記法はミンコフスキー和であり、記述を簡明にするためのものである。)開集合{\displaystyle U_{r}}は、{\displaystyle \mathbb {R} }で稠密であり、{\displaystyle \mathbb {Q} }を含み、そのルベーグ測度は{\displaystyle \sum _{n\in \mathbb {N} }2r/2^{n}=2r}を超えない。次の開集合ではなく、閉集合の和をとるとこれはFσ集合である。
{\displaystyle S_{r}~:=~\bigcup _{n\in \mathbb {N} }f(n)+\left[-r/2^{n},r/2^{n}\right]}
さらに、包含関係{\displaystyle S_{r/2}\subseteq U_{r}\subseteq S_{r}\subseteq U_{2r}.}をみたす。{\displaystyle \mathbb {R} \setminus U_{r}}が疎集合であることから、{\displaystyle \mathbb {R} \setminus S_{r}}も疎集合である。また、{\displaystyle \mathbb {R} }がベール空間なことから、{\displaystyle D:=\bigcap _{m=1}^{\infty }U_{1/m}=\bigcap _{m=1}^{\infty }S_{1/m}}は{\displaystyle \mathbb {R} }で稠密である（これは{\displaystyle D}が{\displaystyle \mathbb {Q} }に似て{\displaystyle \mathbb {R} }で疎集合になれないかもしれないことを意味する。）。さらにルベーグ測度は0で、{\displaystyle \mathbb {R} }の nonmeagre subset である（すなわち、{\displaystyle D}は{\displaystyle \mathbb {R} }の第２類の集合。）。このことから、{\displaystyle \mathbb {R} \setminus D}は{\displaystyle \mathbb {R} }の comeagre subset でその内部はまた空であることが従う。故に{\displaystyle \mathbb {R} \setminus D}は疎集合であってその測度は無限大である。
{\displaystyle \mathbb {Q} }は{\displaystyle \mathbb {R} }の可算稠密部分集合で置き換えることができる。さらに、適当な{\displaystyle n>0}に対して{\displaystyle \mathbb {R} }を{\displaystyle \mathbb {R} ^{n}}に置き換えることができる。